# Ян-Бріс Етекі
Ян-Бріс Етекі (фр. Yan Brice Eteki; 26 серпня 1996, Яунде, Камерун) — камерунський футболіст, півзахисник іспанського клубу «Гранада» і збірної Камеруну.

## Клубна кар'єра
Етекі — вихованець клубів «Леганес» і «Севілья». 2015 року для набуття ігрової практики він почав виступати за команду дублерів Севільї. Наприкінці того ж року Ян-Бріс продовжив контракт до 2018 року. 21 серпня 2016 року в матчі проти «Жирони» він дебютував в Сегунді. Влітку 2018 року Етекі перейшов до «Альмерії», підписавши контракт на два роки. 26 серпня в матчі проти «Тенерифе» він дебютував за новий клуб. Влітку 2019 року Етекі повернувся до «Севільї», але через місяць його продали до «Гранади». 17 серпня в матчі проти «Вільярреала» він дебютував у Ла-Лізі.

## Статистика виступів

### За клуб
Востаннє оновлено 19 липня 2019 року.
| Сезон                        | Команда                      | Чемпіонат                    | Чемпіонат | Чемпіонат | Національний кубок | Національний кубок | Національний кубок | Континентальні кубки | Континентальні кубки | Континентальні кубки | Інші змагання | Інші змагання | Інші змагання | Усього | Усього |
| Сезон                        | Команда                      | Ліга                         | Ігор      | Голів     | Ліга               | Ігор               | Голів              | Ліга                 | Ігор                 | Голів                | Ліга          | Ігор          | Голів         | Ігор   | Голів  |
| ---------------------------- | ---------------------------- | ---------------------------- | --------- | --------- | ------------------ | ------------------ | ------------------ | -------------------- | -------------------- | -------------------- | ------------- | ------------- | ------------- | ------ | ------ |
| 2014–15                      | «Севілья Атлетіко»           | СДБ                          | 1         | 0         | -                  | -                  | -                  | -                    | -                    | -                    | -             | -             | -             | 1      | 0      |
| 2015–16                      | «Севілья Атлетіко»           | СДБ                          | 1         | 0         | -                  | -                  | -                  | -                    | -                    | -                    | -             | -             | -             | 1      | 0      |
| 2016–17                      | «Севілья Атлетіко»           | СД                           | 38        | 1         | -                  | -                  | -                  | -                    | -                    | -                    | -             | -             | -             | 38     | 1      |
| 2017–18                      | «Севілья Атлетіко»           | СД                           | 30        | 0         | -                  | -                  | -                  | -                    | -                    | -                    | -             | -             | -             | 30     | 0      |
| Усього за «Севілья Атлетіко» | Усього за «Севілья Атлетіко» | Усього за «Севілья Атлетіко» | 70        | 1         |                    | -                  | -                  |                      | -                    | -                    |               | -             | -             | 70     | 1      |
| 2018–19                      | «Альмерія»                   | СД                           | 31        | 0         | КІ                 | 2                  | 0                  | -                    | -                    | -                    | -             | -             | -             | 33     | 0      |
| 2019–20                      | «Гранада»                    | ПД                           | 0         | 0         | КІ                 | 0                  | 0                  | -                    | -                    | -                    | -             | -             | -             | 0      | 0      |
| Усього за кар'єру            | Усього за кар'єру            | Усього за кар'єру            | 101       | 1         |                    | 2                  | 0                  |                      | -                    | -                    |               | -             | -             | 103    | 1      |

## Титули і досягнення
- Чемпіон Вірменії (1):

«Ноах»: 2024-25
- Володар Кубка Вірменії (1):

«Ноах»: 2024-25